# کروماتوگرافی ستونی

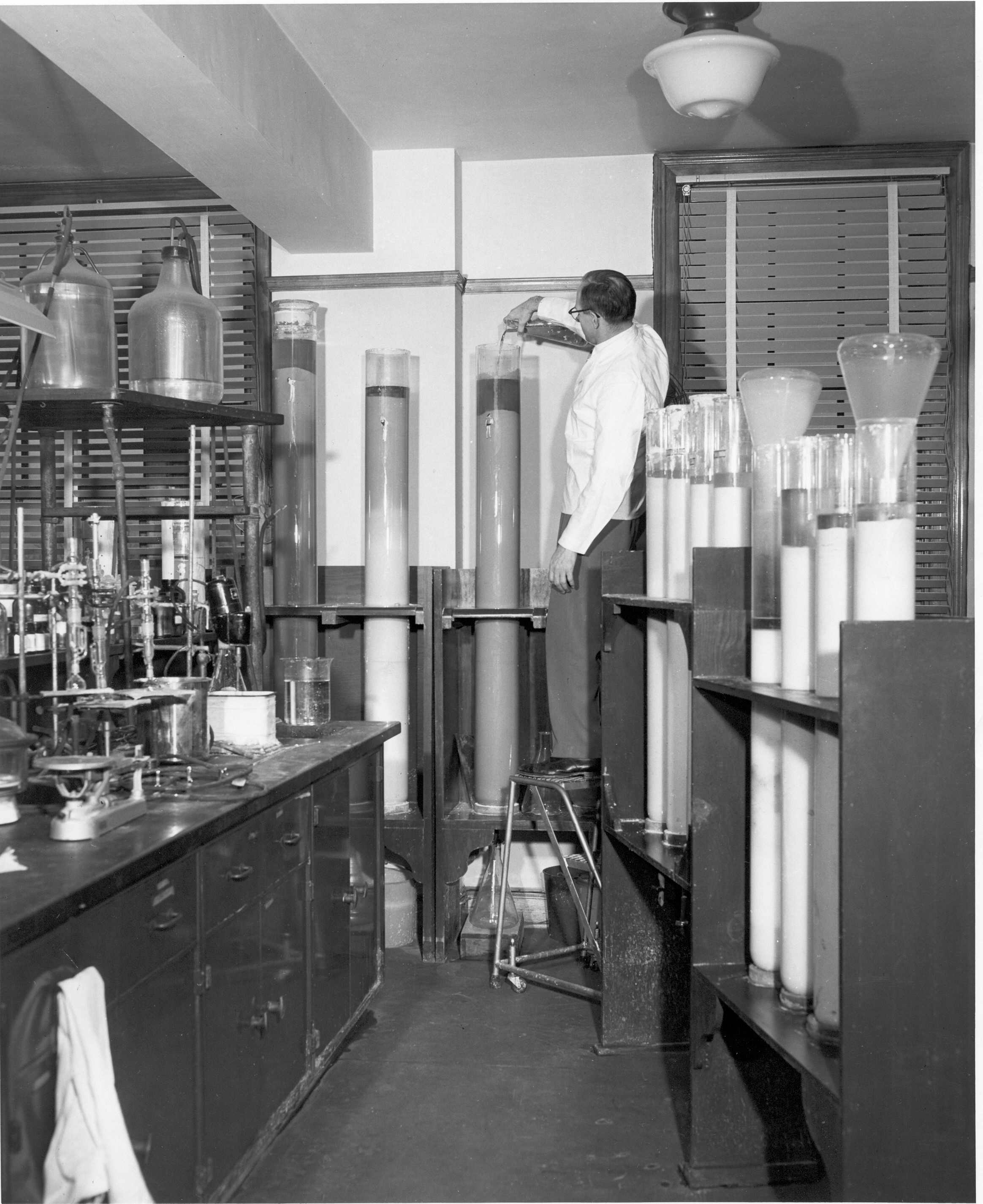
یک کروماتوگرافی ستونی در دهه ۱۹۵۰ میلادی.

کروماتوگرافی ستونی (انگلیسی: Column chromatography) نوعی کروماتوگرافی است که در آن جسم بین فازهای مایع و جامد پخش می‌شود. فاز ساکن جسم جامدی است که اجزای مایعی را که از آن می‌گذرد به‌طور انتخابی در سطح خود جذب می‌کند و آنها را جدا می‌نماید. اثرهایی که باعث جذب سطحی می‌شوند همان اثرهایی هستند که موجب جذب در مولکول‌ها می‌شوند که از مهمترین آنها می‌توان به جاذبه الکترواستاتیکی، ایجاد کمپلکس، پیوند هیدروژنی، نیروی واندروالس اشاره نمود.

## سازوکار
برای جدا کردن یک مخلوط با کروماتوگرافی ستونی، ستون را با جسم جامد فعالی (فاز ساکن) مانند آلومین یا سیلیکاژل پر می‌کنند و کمی از نمونه مایع را روی آن می‌گذارند. نمونه ابتدا در بالای ستون جذب می‌شود. سپس حلال استخراج کننده‌ای را در داخل ستون جریان می‌دهند. این فاز مایع متحرک، اجزای مخلوط را با خود می‌برد؛ ولی به علت نیروی جاذبه انتخابی فاز جامد، اجزای مربوط می‌توانند با سرعت‌های مختلفی به طرف پایین ستون حرکت کنند. ترکیبی که با نیروی کمتری جذب فاز ساکن شود سریعتر خارج می‌شود زیرا که درصد مولکولی آن در فاز متحرک از ترکیبی که با نیروی زیادتری جذب فاز ساکن می‌شود بیشتر است.

### جداسازی
اجزای تفکیک شده را می‌توان مجدداً به دو روش به دست آورد:
- مواد جامد ستون را می‌توان خارج کرد و قسمتی از آنرا که حاوی نوار مورد نظر است برید و با حلال مناسب استخراج کرد.
- چون نوارها با زمانهای مختلفی خارج می‌شوند می‌توان آنقدر حلال را از ستون عبور داد تا باندها از انتهای آن خارج شوند و در ظرف جداگانه‌ای بریزند.

معمولاً روش دوم کاربرد بیشتری دارد.
در مورد اجسام رنگین می‌توان باندهایی را که به طرف پایین ستون می‌آیند مستقیماً مشاهده کرد.
در مورد اجسام بیرنگ نمی‌توان تغییرات را مستقیماً مشاهده کرد. با این حال بسیاری از اجسام در هنگام تابش نور فرابنفش، فلوئورسانس پیدا می‌کنند و در چنین مواردی از این خاصیت جهت مشاهده نوارها استفاده می‌شود. معمولاً برای پی بردن به جریان عمل کروماتوگرافی ستونی حجمهای کوچک و ثابتی (مثلاً ۲۵ میلی لیتر) از محلول استخراج شده را جمع‌آوری می‌کنند. سپس حلال آنها را تبخیر می‌کنند تا ببینند جسمی در آنها وجود دارد یا خیر. گرچه ممکن است یک جسم در چند ظرف پخش شود، ولی اگر حجم هر جزء نسبتاً کم گرفته شود (مثلاً کمتر از ۱۰٪ حجم ستون) معمولاً نوارهای مختلف در ظروف مختلف جمع‌آوری می‌شوند. روش دیگری که برای پی بردن به وضع جداسازی مناسب، آن است که محلول استخراج شده در فاصله زمانی مختلف با کروماتوگرافی لایه نازک مورد بررسی قرار گیرد.

## جاذب‌ها
از مهمترین جاذب‌های جامدی که عموماً مصرف می‌شوند می‌توان کربن ۱۸، آلومینا یا آلومین، سیلیکاژل، فلورسین، زغال چوب، منیزیم اکسید، کلسیم کربنات، زغال استخوان نشاسته و شکر. معمولاً شیمیدان‌های آلی از آلومین، سیلیکاژل و فلورسین بیشتر استفاده می‌کنند.
آلومین (Al 2 O 3) ترکیب قطبی بسیار فعالی است که قدرت جذب زیادی دارد و به سه صورت خنثی، شسته‌شده با اسید و شسته‌شده با باز موجود است. آلومین بازی برای ترکیب‌های اسیدی و آلومین اسیدی برای ترکیب‌های بازی قدرت تفکیک خوبی نشان می‌دهد. در ترکیب‌هایی که به شرایط اسیدی و بازی حساسیت دارند و واکنش شیمیایی دارند باید از آلومین خنثی استفاده کرد. آلومین با قطبیت زیادی که دارد ترکیبهای قطبی را به شدت جذب می‌کند و در نتیجه ممکن است استخراج آنها از ستون را مشکل کند. فعالیت (قدرت جذب) آلومین را می‌توان با افزایش کمی آب کاهش داد، درجه فعالیت آلومینا با درصد وزنی آب موجود مشخص می‌شود. سیلیکاژل و فلورسین هم قطبی هستند ولی قطبیت آنها از آلومین کمتر است.
برای اینکه جاذب‌های جامد نیروی مؤثرتری داشته باشند، باید اندازه ذرات آنها یکنواخت و سطح مخصوص آنها زیاد باشد یعنی دارای سطح ایده‌آل باشند. چنین سطحی باعث تسریع تعادل جسم در دو فاز می‌شود. این حالت در ایجاد باندهای باریک اهمیت دارد.

## فاز متحرک
در تعیین شرایط کروماتوگرافی، باید به ماهیت فاز مایع (حلال) مصرفی توجه کرد. حلال نیز می‌تواند در جسم جامد جذب شود و به این وسیله برای جذب مواضع جذبی که در سطح جامد وجود دارند، با جسم حل شده رقابت کند. چنانچه حلال، قطبی‌تر باشد و شدیدتر از اجزای مخلوط جذب شود، تقریباً تمام اجزاء در فاز مایع متحرک باقی می‌مانند و تفکیک ناچیز خواهد بود. در نتیجه برای این که تفکیک خوب انجام شود باید قطبیت حلال استخراجی به‌طور قابل ملاحظه‌ای کمتر از اجزای مخلوط باشد. به علاوه باید اجزای مخلوط در حلال حل شوند، زیرا در غیر این صورت اجزا به‌طور دایم در فاز ساکن ستون جذب می‌شوند و در آن باقی می‌مانند.
قدرت استخراجی حلالهای مختلف (یعنی توانایی آنها در انتقال یک جسم معین به پایین ستون) بترتیب زیر از بالا به پایین زیاد می‌شود:
هگزان> کربن تتراکلرید> تولوئن> بنزن> دی‌کلرومتان> کلروفرم> دی‌اتیل اتر> اتیل استات> استون> پروپانول> اتانول> متانول> آب
در یک کروماتوگرافی ستونی ساده نمونه را در بالای ستون می‌گذارند و در طول تفکیک از حلال واحدی استفاده می‌کنند. بهترین حلال انتخابی، حلالی است که بیشترین فاصله را در نوارها ایجاد کند. چون احتمالاً بهترین حلال در اثر تجربه بدست می‌آید، گاهی راحتتر است که در انتخاب حلال برای کروماتوگرافی ستونی از روش کروماتوگرافی لایه نازک استفاده شود. تعداد زیادی از تجربه‌های کروماتوگرافی لایه نازک را می‌توان با استفاده از حلالهای مختلف، در زمان نسبتاً کوتاهی انجام داد. معمولاً بهترین حلال یا مخلوط حلالی که به این روش به دست می‌آید برای کروماتوگرافی ستونی مناسب است.
معمولاً از روشی که به استخراج تدریجی (یا تقطیر جزء به جزء) معروف است استفاده می‌شود. در این روش برای ظهور کروماتوگرام از یک سری حلال‌هایی استفاده می‌کنند که قطبیت آنها مرتباً رو به افزایش است. در شروع با یک حلال غیر قطبی (معمولاً هگزان) ممکن است یک نوار به طرف پایین ستون حرکت کند و از آن خارج شود و در این حال باندهای دیگر در نزدیکی ابتدای ستون باقی بمانند. سپس حلالی که قطبیت آن اندکی بیشتر است به کار می‌برند. در حالت ایده‌آل باید یک باند دیگر خارج شود و در این حال بقیه باندها در عقب آن باقی بمانند. چنانچه قطبیت حلال یکباره زیاد بالا رود، ممکن است تمام باندهایی که باقی مانده‌اند یکباره از ستون خارج شوند. بنابراین باید در هر مرحله قطبیت حلال به مقدار کم و با قاعده معینی افزایش یابد. بهترین راه انجام این کار آن است که از حلالهای مخلوط استفاده شود و تعویض کامل حلال چندان مناسب نسیت.
طریقه پر کردن ستون بسیار اهمیت دارد زیرا ستونی که خوب پر نشود اجزاء را هم خوب تفکیک نمی‌کند. جسم پرشده باید همگن باشد و در آن هوای محبوس یا حباب بخار وجود نداشته باشد.